# Schaeberle (cráter)

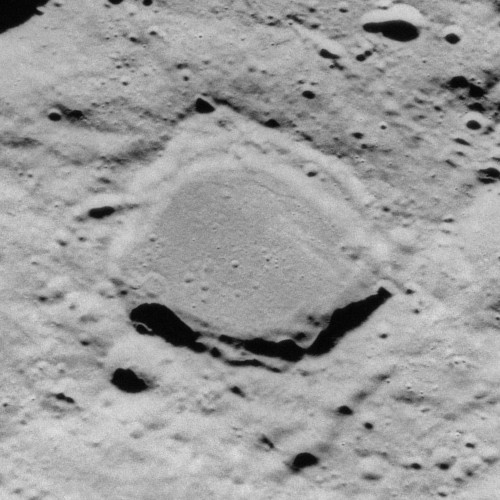
Vista oblicua del Apolo 17, mirando al este.

Schaeberle es un cráter de impacto perteneciente a la cara oculta de la Luna. Se encuentra al noreste de la llanura amurallada del cráter mucho más grande Milne. Justo al norte de Schaeberle se halla el relativamente reciente cráter Izsak, y a una distancia similar hacia el este-noreste se encuentra Zhiritskiy.
|  |

Este cráter presenta un borde exterior desgastado y erosionado. Posee un pequeño cráter unido al borde exterior en el noroeste, y una sección irregular en el extremo sur. Lo que marca este cráter como relativamente inusual es su suelo interior. Tiene un albedo relativamente menor que el característico de los suelos reconstituidos por flujos de lava basáltica, aunque no es tan oscuro como el suelo de Tsiolkovskiy. La plataforma interior está marcada tan solo por unos pequeños cráteres.

## Cráteres satélite
Por convención estos elementos son identificados en los mapas lunares poniendo la letra en el lado del punto medio del cráter que está más cercano a Schaeberle.
|            | \| Schaeberle \| Coordenadas \| Diámetro \| \| ---------- \| ------------------------------- \| -------- \| \| S \| 26°24′S 114°18′E / -26.4, 114.3 \| 15 km \| \| U \| 25°30′S 113°54′E / -25.5, 113.9 \| 24 km \| |          |
| Schaeberle | Coordenadas | Diámetro |
| S          | 26°24′S 114°18′E / -26.4, 114.3 | 15 km    |
| U          | 25°30′S 113°54′E / -25.5, 113.9 | 24 km    |

## Referencias

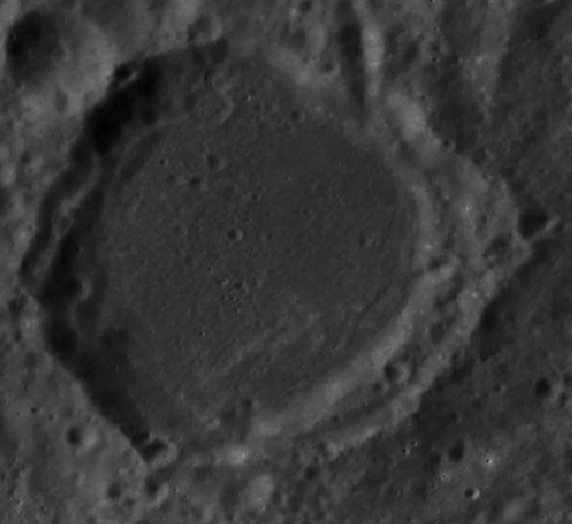
Fotografía de la misión
Lunar Reconnaissance Orbiter